# Konrad Törnqvist
Konrad Emanuel Törnqvist (ur. 17 lipca 1888 w Falköping, zm. 12 lipca 1952 w Jonsered) – szwedzki piłkarz, reprezentant kraju grający na pozycji obrońcy.

## Kariera klubowa
Podczas swojej kariery piłkarskiej Konrad Törnqvist występował w Jonsereds IF i IFK Göteborg. Z IFK trzykrotnie zdobył mistrzostwo Szwecji w 1908, 1910 i 1918.

## Kariera reprezentacyjna
W reprezentacji Szwecji Törnqvist zadebiutował 6 listopada 1909 w przegranym 0-7 towarzyskim meczu z amatorską reprezentacją Anglii. W 1912 był w kadrze Szwecji na Igrzyska Olimpijskie w Sztokholmie. Na turnieju w Szwecji wystąpił w meczu w turnieju pocieszenia z Włochami. Ostatni raz w reprezentacji wystąpił 12 października 1919 w wygranym 3-0 towarzyskim meczu z Danią. W sumie wystąpił w 14 spotkaniach, w których zdobył 2 bramki.